# Vitkoviće
Vitkoviće (szerbül: Витковиће) település Szerbiában, a Raškai körzet Novi Pazar községében.

## Népesség
- 1948-ban 82 lakosa volt.
- 1953-ban 97 lakosa volt.
- 1961-ben 91 lakosa volt.
- 1971-ben 56 lakosa volt.
- 1981-ben 28 lakosa volt.
- 1991-ben 24 lakosa volt.
- 2002-ben 30 lakosa volt, akik mindannyian szerbek.

## Külső hivatkozások
- Vitkovice, Serbia Page (angol nyelven). fallingrain.com. (Hozzáférés: 2011. június 30.)